# Kup federacija
Kup federacija (eng. Fed Cup) je najvažnije natjecanje u ženskom tenisu. Inačica je Davisovog kupa. Natjecanja se održavaju od 1963. godine. Arantxa Sanchez Vicario do sada drži rekord s najviše pojedinačnih pobjeda i pobjeda u parovima u ovom natjecanju (72), dok je najuspješnija nacija SAD sa 17 osvojenih naslova.

## Dosadašnji finalisti
| Godina | Mjesto odigravanja finala    | Pobjednice       | Rezultat | Finalistice      |
| ------ | ---------------------------- | ---------------- | -------- | ---------------- |
| 2008.  | Madrid, Španjolska           | Rusija (4)       | 4 - 0    | Španjolska       |
| 2007.  | Moskva, Rusija               | Rusija (3)       | 4 - 0    | Italija          |
| 2006.  | Charleroi, Belgija           | Italija          | 3 - 2    | Belgija          |
| 2005.  | Pariz, Francuska             | Rusija (2)       | 3 - 2    | Francuska        |
| 2004.  | Moskva, Rusija               | Rusija           | 3 - 2    | Francuska        |
| 2003.  | Moskva, Rusija               | Francuska (2)    | 4 - 1    | SAD              |
| 2000.  | Gran Canaria, Španjolska     | Slovačka         | 3 - 1    | Španjolska       |
| 2001.  | Madrid, Španjolska           | Belgija          | 2 - 1    | Rusija           |
| 2000.  | Las Vegas, SAD               | SAD (17)         | 5 - 0    | Španjolska       |
| 1999.  | Stanford, SAD                | SAD (16)         | 4 - 1    | Rusija           |
| 1998.  | Ženeva, Švicarska            | Španjolska (5)   | 3 - 2    | Švicarska        |
| 1997.  | Den Bosch, Nizozemska        | Francuska        | 4 - 1    | Nizozemska       |
| 1996.  | Atlantic City, SAD           | SAD (15)         | 5 - 0    | Španjolska       |
| 1995.  | Valencia, Španjolska         | Španjolska (4)   | 3 - 2    | SAD              |
| 1994.  | Frankfurt, Njemačka          | Španjolska (3)   | 3 - 0    | SAD              |
| 1993.  | Frankfurt, Njemačka          | Španjolska (2)   | 3 - 0    | Australija       |
| 1992.  | Frankfurt, Njemačka          | Njemačka         | 2 - 1    | Španjolska       |
| 1991.  | Nottingham, Velika Britanija | Španjolska       | 2 - 1    | SAD              |
| 1990.  | Atlanta, SAD                 | SAD (14)         | 2 - 1    | Sovjetski Savez  |
| 1989.  | Tokio, Japan                 | SAD (13)         | 3 - 0    | Španjolska       |
| 1988.  | Melbourne, Australija        | Čehoslovačka (5) | 2 - 1    | Sovjetski Savez  |
| 1987.  | Vancouver, Kanada            | SR Njemačka      | 2 - 1    | SAD              |
| 1986.  | Prag, Čehoslovačka           | SAD (12)         | 3 - 0    | Čehoslovačka     |
| 1985.  | Nagoya, Japan                | Čehoslovačka (4) | 2 - 1    | SAD              |
| 1984.  | Sao Paulo, Brazil            | Čehoslovačka (3) | 2 - 1    | Australija       |
| 1983.  | Zürich, Švicarska            | Čehoslovačka (2) | 2 - 1    | SR Njemačka      |
| 1982.  | Santa Clara, SAD             | SAD (11)         | 3 - 0    | SR Njemačka      |
| 1981.  | Tokio, Japan                 | SAD (10)         | 3 - 0    | Velika Britanija |
| 1980.  | Berlin, SR Njemačka          | SAD (9)          | 3 - 0    | Australija       |
| 1979.  | Madrid, Španjolska           | SAD (8)          | 3 - 0    | Australija       |
| 1978.  | Melbourne, Australija        | SAD (7)          | 2 - 1    | Australija       |
| 1977.  | Eastbourne, Velika Britanija | SAD (6)          | 2 - 1    | Australija       |
| 1976.  | Philadelphia, SAD            | SAD (5)          | 2 - 1    | Australija       |
| 1975.  | Aix-en-Provence, Francuska   | Čehoslovačka     | 3 - 0    | Australija       |
| 1974.  | Napulj, Italija              | Australija (7)   | 2 - 1    | SAD              |
| 1973.  | Bad Homburg, SR Njemačka     | Australija (6)   | 3 - 0    | Južna Afrika     |
| 1972.  | Johannesburg, Južna Afrika   | Južna Afrika     | 2 - 1    | Velika Britanija |
| 1971.  | Perth, Australija            | Australija (5)   | 3 - 0    | Velika Britanija |
| 1970.  | Freiburg, SR Njemačka        | Australija (4)   | 3 - 0    | SR Njemačka      |
| 1969.  | Atena, Grčka                 | SAD (4)          | 2 - 1    | Australija       |
| 1968.  | Pariz, Francuska             | Australija (3)   | 3 - 0    | Nizozemska       |
| 1967.  | Berlin, Njemačka             | SAD (3)          | 2 - 0    | Velika Britanija |
| 1966.  | Torino, Italija              | SAD (2)          | 3 - 0    | SR Njemačka      |
| 1965.  | Melbourne, Australija        | Australija (2)   | 2 - 1    | SAD              |
| 1964.  | Philadelphia, SAD            | Australija       | 2 - 1    | SAD              |
| 1963.  | London, Velika Britanija     | SAD              | 2 - 1    | Australija       |

## Svjetska skupina 2006.
| Timovi Svjetske skupine I | Timovi Svjetske skupine I | Timovi Svjetske skupine I | Timovi Svjetske skupine I |
| Austrija                  | Belgija                   | Francuska                 | Njemačka                  |
| Italija                   | Rusija                    | Španjolska                | SAD                       |
| ------------------------- | ------------------------- | ------------------------- | ------------------------- |

## Svjetska skupina 2007.
| Timovi Svjetske skupine I | Timovi Svjetske skupine I | Timovi Svjetske skupine I | Timovi Svjetske skupine I |
| Italija                   | Kina                      | Francuska                 | Izrael                    |
| Njemačka                  | Rusija                    | Španjolska                | SAD                       |
| ------------------------- | ------------------------- | ------------------------- | ------------------------- |

| Timovi Svjetske skupine II | Timovi Svjetske skupine II | Timovi Svjetske skupine II | Timovi Svjetske skupine II |
| Australija                 | Belgija                    | Ukrajina                   | Hrvatska                   |
| Češka                      | Japan                      | Argentina                  | Slovačka                   |
| -------------------------- | -------------------------- | -------------------------- | -------------------------- |

## Vanjske poveznice
- Službene stranice Kupa federacija  Arhivirana inačica izvorne stranice od 7. listopada 2010. (Wayback Machine)
- Struktura Kupa federacija  Arhivirana inačica izvorne stranice od 25. lipnja 2007. (Wayback Machine)